# لوسيا ألفاريز
لوسيا ألفاريز (بالإسبانية: Lucia Álvarez Vázquez)‏ هي ملحنة مكسيكية، ولدت في 28 نوفمبر 1948.

## وصلات خارجية
- لوسيا ألفاريز على موقع IMDb (الإنجليزية)
- لوسيا ألفاريز على موقع قاعدة بيانات الفيلم (الإنجليزية)